# Alois Kolář
Alois Kolář (12. srpna 1885 Spešov – 22. září 1927 Praha) byl moravský lékař, jako spisovatel píšící pod pseudonymem Ludvík Kolář.

## Život
Narodil se v rodině spešovského půlláníka Aloise Koláře a jeho manželky Marie, rozené Stejskalové. Dne 31. ledna 1920 se v Praze-Smíchově oženil s Helenou Kotkovou (13. 12. 1898). Manželé Kolářovi žili v Myjavě.
Vystudoval gymnázium v Brně, studia medicíny na Lékařské fakultě české univerzity Ferdinando–Karlovy v Praze ukončil úspěšně roku 1910.
Byl lékařem ve Vídni, první světovou válku prožil na italské frontě. Po válce se vrátil do Československa a stal se obecním lékařem v Myjavě. V závěru života odjel do Prahy, aby se zde léčil a zde nemoci podlehl.

## Dílo
Z jeho tří knižně vydaných děl jsou Lékaři věnováni lékařskému prostředí, Tiché zdi se odehrávají v klášteře (dalším hrdinou je též lékař, sám Kolář byl ve vídeňském klášteře lékařem) a knihou Zákop se vrací k zážitkům z první světové války.
- Lékaři – Praha: Česká grafická unie, 1920
- Tiché zdi: román – Praha, vlastním nákladem, 1928
- Zákop: povídky z doby válečné – Olomouc, Romuald Promberger, 1926